# Holdi (Meremäe)
Holdi – wieś w Estonii, w prowincji Võru, w gminie Meremäe.